# Chiesa di Sant'Andrea (Serravalle)
La chiesa di Sant'Andrea e della Vergine Maria si trova a Serravalle nella Repubblica di San Marino, è stata costruita nel 1824 sopra le antiche mura della città. e sopra una cappella dedicata alla Vergine Maria. Alla Vergine Maria è dedicato un affresco del '400 di Antonello da Serravalle, presente nell'abside. L'edificio venne terminato nel 1914.
La chiesa, è dedicata a sant'Andrea e alla Vergine Maria. È stata restaurata nel 1973 sotto la direzione dell'architetto Luigi Fonti di Rimini.